# Gamanuhati
Gamanuhati ist ein osttimoresischer Ort im Suco Ulmera (Verwaltungsamt Bazartete, Gemeinde Liquiçá). Das Dorf liegt auf einer Meereshöhe von 738 m, im Süden der Aldeia Essirat, am Osthang des Foho Claria (815 m). Auf dem Gipfel liegt die kleine Siedlung Claria. Durch Gamanuhati führt eine Überlandstraße nach Osten zu den Orten Marlolo und Tetsari und nach Südwesten zum Ort Fatuneso im Suco Fahilebo.